# Тёрнер, Каллум
Каллум Робилльярд Тёрнер (англ. Callum Robilliard Turner; род. 15 февраля 1990) — английский актёр, известный ролями Илая в сериале  «Клей», Анатоля Курагина в сериале «Война и мир» (2016 года) и Тесеуса Саламандера в фильме «Фантастические твари: Преступления Грин-де-Вальда».

## Биография и карьера
Каллум Тёрнер родился и вырос в лондонском районе Челси. Второе имя было получено им в честь британского поэта Дэвида Робилльярда (1952—1988), с которым близко дружила его мать. В интервью на Каннском фестивале в 2014 Каллум отметил, что именно мать вдохновила его на то, чтобы стать актёром.
Каллум начал свою карьеру в 2010 году как фотомодель, работая для таких компаний, как «Next plc» и «Reebok».
Уже в 2011 году он снимается в роли второго плана в фильме «Зеро», затем - в короткометражке «Человеческие существа», а в 2012 году получает главную роль в мини-сериале «Разрыв», где его партнёршей выступала актриса Хелен Маккрори. Каллум Тёрнер также появился в сериале «Борджиа» с Джереми Айронсом, и мини-сериале «Городок».
В 2014 году Каллум Тёрнер сыграл главную роль в фильме «Королева и страна», получившем в целом положительные отзывы англоязычных критиков и показанном на Каннском кинофестивале в том же году. На русский язык фильм не переведён.
Тогда же на экраны вышел мини-сериал «Клей», посвящённый жизни современных подростков в британской деревне, где Каллум Тёрнер сыграл тревеллера Илая. Беззаботное течение жизни героев с сексом, наркотиками, посиделками на сеновале и работой с породистыми лошадьми заканчивается с гибелью Кэла, младшего брата Илая. Эта смерть провоцирует растерянность, напряжённость и всю дальнейшую цепь событий, вокруг которых построен сериал.
В дальнейшем, Каллум Тернёр появился в ролях второго плана в нескольких кассовых проектах («Виктор Франкенштейн», «Кредо убийцы») параллельно снимаясь в главных ролях в американском независимом кино («Бродяги», «Мобильные дома» и «Единственный живой парень в Нью-Йорке», меланхоличный фильм, снятый на собственные средства Марком Уэббом, где партнёрами Каллума по съёмочной площадке выступили Джефф Бриджес и Пирс Броснан).
В фильме «Фантастические твари: Преступления Грин-де-Вальда», вышедшем на экраны в ноябре 2018 года, Тернёр сыграл роль Тесеуса Саламандера, старшего брата Ньюта Саламандера.
С января 2024 года в отношениях с певицей Дуа Липой.

## Фильмография
| Год  |     | Русское название                                  | Оригинальное название                       | Роль                     |
| ---- | --- | ------------------------------------------------- | ------------------------------------------- | ------------------------ |
| 2011 | ф   | Зеро                                              | Zero                                        | Тони                     |
| 2012 | кор | Человеческие существа                             | Human Beings                                | Скотт                    |
| 2012 | с   | Разрыв                                            | Leaving                                     | Аарон                    |
| 2012 | с   | Городок                                           | The Town                                    | Эшли                     |
| 2013 | с   | Борджиа                                           | The Borgias                                 | Кальвино                 |
| 2013 | с   | Улица потрошителя                                 | Ripper Street                               | Филлип                   |
| 2014 | с   | Клей                                              | Glue                                        | Илай                     |
| 2014 | ф   | Королева и страна                                 | Queen and Country                           | Билл Роган               |
| 2015 | ф   | Зелёная комната                                   | Green Room                                  | Тайгер                   |
| 2015 | ф   | Виктор Франкенштейн                               | Victor Frankenstein                         | Алистер                  |
| 2016 | с   | Война и мир                                       | War and Peace                               | Анатоль Курагин          |
| 2016 | ф   | Бродяги                                           | Tramps                                      | Дэнни                    |
| 2016 | ф   | Кредо убийцы                                      | Assassin’s Creed                            | Нэйтан                   |
| 2017 | ф   | Мобильные дома                                    | Mobile Homes                                | Эван                     |
| 2017 | ф   | Единственный живой парень в Нью-Йорке             | The Only Living Boy in New York             | Томас                    |
| 2018 | ф   | Фантастические твари: Преступления Грин-де-Вальда | Fantastic Beasts: The Crimes of Grindelwald | Тесеус Саламандер        |
| 2019 | с   | Захват                                            | The Capture                                 | младший капрал Шон Эмери |
| 2020 | ф   | Эмма                                              | Emma                                        | Фрэнк Черчилл            |
| 2021 | ф   | Последнее письмо от твоего любимого               | Last Letter from Your Lover                 | Энтони О’Хара            |
| 2022 | ф   | Фантастические твари: Тайны Дамблдора             | Fantastic Beasts: The Secrets of Dumbledore | Тесеус Саламандер        |
| 2023 | ф   | Парни в лодке                                     | The Boys in the Boat                        | Джозеф Ранц              |
| 2024 | с   | Властелины воздуха                                | Masters of the Air                          | Майор Джон «Баки» Иган   |
| 2025 | ф   | Вечность                                          | Eternity                                    | Люк                      |
| 2025 | ф   | Роза Невады                                       | Rose of Nevada                              | Лиан                     |
| 2026 | ф   | Обрезка розовых кустов                            | Rosebush Pruning                            |                          |
|      | с   | Нейромант                                         | Neuromancer                                 | Кейс                     |

## Награды и личные качества
В 2014 году Каллум Тёрнер был одним из награждённых премией «Breakthrough Brits», которая была вручена Британской киноакадемией (BAFTA) 18 молодым деятелем кино, телевидения и игровой индустрии.
Каллум Тёрнер — многолетний болельщик футбольного клуба «Челси».